# Tanya Dubnicoff
Tanya Dubnicoff (* 7. November 1969 in Winnipeg, Manitoba) ist eine ehemalige auf Bahnradsport spezialisierte kanadische  Radsportlerin und heutige Trainerin.
Tanya Dubnicoff träumte schon als Kind davon, bei den Olympischen Spielen zu starten. Bevor sie mit 18 Jahren mit dem Bahnradsport begann, spielte sie Ringette und war bei der 1. Ringette-Weltmeisterschaft in Kanada im Nationalteam. Mit 12 Jahren begann sie, BMX-Rennen zu fahren und wurde kanadische Meisterin in ihrer Altersgruppe; während ihrer Universitäts-Zeit spielte sie Hockey.
Durch den Bahnradsport kam Dubnicoff schließlich doch zu den Olympischen Spielen, bei denen sie im Sprint 1992 den sechsten, 1996 den achten und 2000 den siebten Platz belegte. Bei den Panamerikanischen Spielen 1999 in ihrer Heimatstadt Winnipeg errang sie zwei Goldmedaillen, im Sprint und im Zeitfahren.
1993 wurde Tanya Dubnicoff Weltmeisterin im Sprint, und war damit die erste Kanadierin, der das gelang. Zuvor hatte sie den renommierten Sprint-Klassiker Grand Prix de Paris gewonnen. 1999, bei der Bahn-WM in Berlin, wurde sie Dritte im Sprint. Zudem wurde sie neunmal kanadische Meisterin.
Anschließend war Tanya Dubnicoff als Trainerin des kanadischen Bahnrad-Teams tätig. Im April 2025 wurde bekannt, dass sie ab sofort als General Manager des neu errichteten Edmonton Velodrome fungieren werde.